# NGC 1637
NGC 1637 là một thiên hà xoắn ốc trung gian cách xa khoảng 30 triệu năm ánh sáng trong chòm sao Ba Giang. Một siêu tân tinh (SN 1999em) đã được quan sát thấy trong NGC 1637. 
|  |  |